# Cratere Shatalov
Shatalov è un cratere lunare di 24,05 km situato nella parte nord-occidentale della faccia nascosta della Luna.